# Піа Марія
Піа Марія (нар. 21 травня 2003) — австрійська співачка. Представниця Австрії на Пісенному конкурсі Євробачення 2022 разом з ді-джеєм LUM!X з піснею «Halo».

## Біографія
Піа Марія народилася в регіоні Тіроль, Австрія. Має освіту візажистки й працює в Тірольському державному театрі в Інсбруку. Пише власні пісні з 16 років.

## Кар'єра

### Євробачення
8 лютого 2022 року Піа Марія разом з LUM!X були обрані австрійським мовником представниками своєї країни на Євробаченні 2022 в Турині, Італія з піснею «Halo».
Під час препаті до Євробачення Піа Марія отримала критику за проблеми з голосом під час виконання «Halo». Пізніше було підтверджено, що вокальні недоліки пов'язані з тривалою хворобою на COVID-19, а також через недосвідченість вокалістки в роботі з вушними моніторами. Австрійська делегація найняла вокального тренера для роботи з Піа Марією для підготовки до конкурсу.
У першому півфіналі Пісенного конкурсу Євробачення 2022 Австрія виступила під 13 номером та не змогла досягти фіналу.

## Дискографія

### Сингли
| Назва  | Рік  | Альбом        |
| ------ | ---- | ------------- |
| «Halo» | 2022 | поза альбомом |